# بيير شندوغفر
بيير شندوغفر (بالفرنسية: Pierre Schœndœrffer)‏‏ (5 مايو 1928 - 14 مارس 2012 في كلامار)؛ كاتب، ومخرج أفلام، وكاتب سيناريو، وروائي من فرنسا.

## الجوائز
- وسام جوقة الشرف من رتبة قائد
- Croix de guerre des théâtres d'opérations extérieures [الإنجليزية]‏
- نيشان الاستحقاق الوطني من رتبة ضابط
- نيشان الفنون والآداب من رتبة ضابط
- وسام السعفات الأكاديمية من رتبة قائد
- الجائزة الكبرى للرواية من الأكادمية الفرنسية[21]
- جائزة أنتيراليي
- Médaille militaire [الإنجليزية]‏

## روابط خارجية
- بيير شندوغفر على موقع IMDb (الإنجليزية)
- بيير شندوغفر على موقع ألو سيني (الفرنسية)
- بيير شندوغفر على موقع أول موفي (الإنجليزية)
- بيير شندوغفر على موقع قاعدة بيانات الأفلام السويدية (السويدية)
- بيير شندوغفر على موقع إن إن دي بي (الإنجليزية)
- بيير شندوغفر على موقع ديسكوغز (الإنجليزية)
- بيير شندوغفر على موقع قاعدة بيانات الفيلم (الإنجليزية)
- بيير شندوغفر على موقع كينوبويسك (الروسية)